# Siniša Fulgosi
Siniša Fulgosi (Spalato, 17 novembre 1944) è un ex calciatore jugoslavo, di ruolo centrocampista.